# 克枯乡
克枯乡是中华人民共和国四川省阿坝藏族羌族自治州汶川县曾经下辖的一个乡。2019年12月，撤销克枯乡、龙溪乡，设立灞州镇，以原克枯乡和原龙溪乡所属行政区域为灞州镇的行政区域。

## 行政区划
克枯乡撤销前下辖以下地区：
克枯村、下庄村、周达村、大寺村和木上寨村。